# Festivalul Internațional „Obiceiuri de iarnă” de la Suceava
Festivalul Internațional “Obiceiuri de iarnă” de la Suceava
Festivalul Internațional “Obiceiuri de iarnă” de la Suceava este o manifestare cultural-artistică dedicată sărbătorilor de iarnă. Festivalul are loc în fiecare an în a 3-a zi de Crăciun, pe 27 Decembrie, în Suceava. Conform tradiției, programul conține parada urătorilor  și prezentarea obiceiurilor de iarnă în care fiecare sat își prezintă obiceiurile și costumele specifice fiecărei zone, susținut de formații din județul Suceava, Regiunea Cernăuți (Ucraina) și Republica Moldova. Atmosfera este una de sărbătoare, mii de suceveni privesc trupele de irozi, împărați, urși, capre, căiuți și malanca. Centrul Sucevei se umple de oameni si de sarbatoare in fiecare an pe data de 27 decembrie pentru ca aceste traditii sa fie apreciate si facute in continuare.

Organizatori:
Consiliul Judetean Suceava, Casa Culturii, Centrul Județean pentru Conservarea și valorificarea tradițiilor și obiceiurilor populare.[ http://www.ziare.com/suceava/festival/festivalul-obiceiurilor-de-iarna-la-prima-editie-725690]
Ediții:
●Ediția I: anul 2008[ http://www.ziare.com/suceava/festival/festivalul-obiceiurilor-de-iarna-la-prima-editie-725690]
●Ediția a II-a: anul 2009[ https://www.crainou.ro/2009/12/12/festivalul-datini-si-obiceiuri-pentru-sarbatorile-de-iarna-la-iulius-mall-suceava/]
●Ediția a III-a: anul 2010[ http://www.cjsuceava.ro/cib/ro/craciun-in-bucovina-actiuni-locale.php]
●Ediția a IV-a: anul 2011[ https://www.newsbucovina.ro/actualitate/41214/craciun-in-bucovina-continua-in-localitatile-din-judetul-suceava-citeste-aici-programul-manifestarilor]
●Ediția a V-a; anul 2012
●Ediția a VI-a: anul 2013[ https://www.svnews.ro/peste-5-000-de-suceveni-prezenti-la-festivalul-de-datini-si-obiceiuri-de-anul-nou/30188/]
●Ediția a VII-a: anul 2014[ https://www.svnews.ro/administratia-judeteana-a-stabilit-manifestarile-din-proiectul-craciun-in-bucovina-2014/47889/ ]
●Ediția a VIII-a: anul 2015[ http://www.ziare.com/suceava/stiri-actualitate/peste-zece-mii-de-persoane-la-festivalul-de-datini-si-obiceiuri-de-anul-nou-dupa-datina-strabuna-din-suceava-5877581]
●Ediția a IX-a: anul 2016[ https://www.svnews.ro/administratia-judeteana-a-stabilit-manifestarile-din-proiectul-craciun-in-bucovina-2014/47889/]
●Ediția a X-a: anul 2017[ https://vivafm.ro/2017/12/27/festival-international-de-obiceiuri-de-iarna-la-suceava/%5Bnefuncțională+–+%5D]
●Ediția a XI-a: anul 2018[ https://www.monitorulsv.ro/Local/2018-12-15/Parada-obiceiurilor-de-iarna-din-municipiul-Suceava-va-avea-loc-pe-27-decembrie]
●Editia a XII-a: anul 2019[ http://www.rador.ro/2019/12/27/craciun-in-bucovina-festival-international-de-datini-si-obiceiuri-in-suceava/]
Ediția din 2019 a avut loc pe data de 27 decembrie și a început la ora 11.00, cu Parada mastilor, cu plecare de la Stațiunea de Cercetări Agricole, pană pe esplanada din zona centrala a municipiului, unde urătorii au fost așteptați pe treptele Palatului Administrativ de primarul Sucevei, Ion Lungu, președintele Consiliului Județean Suceava, Gheorghe Flutur, prefectul din Suceava, Alexandru Moldovan, parlamentarii PNL de Suceava și alți lideri liberali, care l-au avut ca oaspete pe prim-ministrul Ludovic Orban.